# Klemmedrengen
Klemmedrengen er det sjette studiealbum fra den danske rapper Clemens, der udkom den 16. februar 2015 på Medley Records. Albummet var oprindeligt sat til at udkomme den 1. december 2014 under titlen Pangæa.
Første single fra albummet, "Øjenåbner" (featuring Maia) udkom den 13. oktober 2014. Sangen er skrevet efter Clemens foretog en "selvransagelse" efter han var blevet far, for at komme af med sit kritiske syn på sig selv: "Hvis jeg kun er drevet af selvhad, og det aldrig kan blive godt nok, så vil det syn gå videre til min søn, hver gang han ligner mig. Det kunne jeg på ingen måde have". Albummets anden single, "For teenage til mig" udkom den 19. januar 2015. Sangen er en kommentar til voksne, der opfører sig som teenagere: "Den er inspireret af nogle af mine venner på min alder og op efter, som stadig render rundt og opfører sig som om, de ikke har tænkt sig at få et liv og bare går rundt og koncentrerer sig om deres sixpack og byture".

## Spor
| #   | Titel                                | Sangskriver(e)                                     | Producer(e)                         | Længde |
| --- | ------------------------------------ | -------------------------------------------------- | ----------------------------------- | ------ |
| 1.  | "Smagen af succes" (feauturing Mass) | Clemens Telling, Mads Ebdrup                       | Michael Pærremand[a]                | 3:03   |
| 2.  | "Riv ned af hylderne"                | Telling, Frederik Nordsø                           | Nordsø, Jakob Groth[a]              | 3:04   |
| 3.  | "Klemmedrengen"                      | Telling, Thomas Schulz, Basim Moujahid             | Schulz                              | 3:07   |
| 4.  | "Pangæa"                             | Telling, Schulz, Nordsø                            | Frederik Fridolin, Schulz, Groth[a] | 3:43   |
| 5.  | "For teenage til mig"                | Clemens Telling, Groth, Moujahid, Ebdrup           | Telling, Groth                      | 3:53   |
| 6.  | "Ender Blindt" (featuring Engelina)  | Telling, Rasmus Hedegaard, Engelina Andrina Larsen | Telling, Hedegaard, Groth[a]        | 3:50   |
| 7.  | "Dominoeffekt"                       | Telling                                            | Telling, Groth                      | 5:01   |
| 8.  | "Sønner af de slagne"                | Telling, Pærremand                                 | Telling, Pærremand, Groth[a]        | 4:10   |
| 9.  | "Øjenåbner" (featuring Maia)         | Telling, Jacob Uchorczak                           | Søren Mikkelsen, Groth[a]           | 3:36   |
| 10. | "Il I I"                             | Telling, Pærremand                                 | Telling, Pærremand, Groth[a]        | 3:49   |

Noter
- ↑[a] vokalproducer